# 萨尼耶尔
萨尼耶尔（法語：Sasnières，法語發音：[sanjɛʁ]）是法国卢瓦-谢尔省的一个市镇，属于旺多姆区。

## 地理
萨尼耶尔（47°43'6"N, 0°56'8"E）面积7.83 平方千米，位于法国中央-卢瓦尔河谷大区卢瓦-谢尔省，该省份为法国中北部省份，北起厄尔-卢瓦省，东北接卢瓦雷省，东南接谢尔省，南至安德尔省，西南接安德尔-卢瓦尔省，西北接萨尔特省。
与萨尼耶尔接壤的市镇（或旧市镇、城区）包括：乌赛、拉瓦尔丹、普吕奈-卡斯罗、维拉瓦尔。

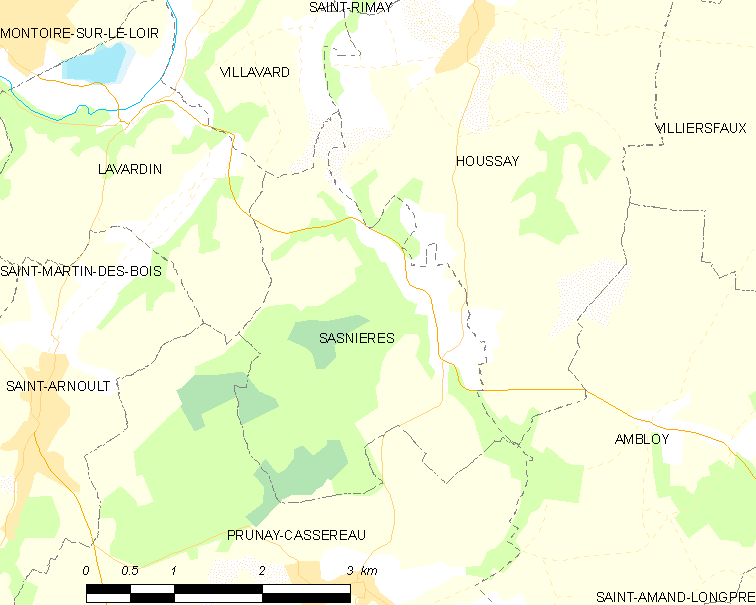
萨尼耶尔的OSM定位图

萨尼耶尔的时区为UTC+01:00、UTC+02:00（夏令时）。

## 行政
萨尼耶尔的邮政编码为41310，INSEE市镇编码为41236。

## 政治
萨尼耶尔所属的省级选区为卢瓦河畔蒙图瓦尔县。

## 人口

1962-2008年间萨尼耶尔人口变化图示

萨尼耶尔于2022年1月1日时的人口数量为90人。